# تيدر (غوهران)
تيدر (بالفارسية: تیدر) هي قرية تقع في إيران في قسم غوهران الريفي. يقدر عدد سكانها بـ 306 نسمة .